# Franciszek Pacześniak
Franciszek Pacześniak (ur. 26 sierpnia 1879 w Staroniwie, zm. po wrześniu 1939 w ZSRR) – polski inżynier; przedsiębiorca budowlany w Brześciu, właściciel gospodarstwa rolnego, major saperów Wojska Polskiego, urzędnik Wydziału Krajowego we Lwowie, przewodniczący Rady Miejskiej w Brześciu, działacz spółdzielczy na Polesiu, polityk, senator V kadencji w II Rzeczypospolitej.

## Życiorys
Uczył się w szkole powszechnej i gimnazjum w Rzeszowie. Będąc uczniem gimnazjum należał do Związku Młodzieży Niepodległościowej. Ukończył studia na Wydziale Inżynierii Politechniki Lwowskiej, w czasie studiów działał w organizacji młodzieżowej „Promień”, później był członkiem Związku Strzeleckiego i PPS. 
W czasie I wojny światowej został zmobilizowany do armii austriackiej. Ukończył szkołę dla oficerów rezerwy przy 84 pułku piechoty. Służył w 19 pułku piechoty w randze kapitana. W okresie od 22 marca 1915 do 6 lutego 1918 przebywał w niewoli rosyjskiej, po ucieczce powrócił do macierzystego pułku, jednak ponownie dostał się na krótko do niewoli ukraińskiej (4–6 listopada 1918 roku).
13 listopada 1918 roku wstąpił ochotniczo do Wojska Polskiego. Służył w 17 pułku piechoty, pełniąc funkcję komendanta składu technicznego w Rzeszowie i oficera materiałowego w Grupie Operacyjnej „Bug”, szefa budownictwa polowego na froncie litewsko-białoruskim, potem służył w składzie 4 Armii. W 1934, jako oficer pospolitego ruszenia pozostawał w ewidencji Powiatowej Komendy Uzupełnień Brześć. Posiadał przydział do Oficerskiej Kadry Okręgowej Nr IX. Był wówczas „w dyspozycji dowódcy Okręgu Korpusu IX”.
Od 1921 był przedsiębiorcą budowlanym, osiadł (jako osadnik wojskowy) w Rzeczycy na Polesiu. Był współorganizatorem i prezesem oddziału Związku Strzeleckiego w Brześciu, wiceprezesem koła Związku Oficerów Rezerwy RP, prezesem Rady Nadzorczej Spółdzielni Spożywców, przewodniczącym Rady Miejskiej w Brześciu i prezesem Komisji Rewizyjnej Federacji Polskich Związków Obrońców Ojczyzny. 
Był również kierownikiem ds. ruchu zawodowego Okręgu OZN Polesie. W 1938 roku został senatorem V kadencji (1938–1939). Był wybrany z listy OZN z województwa poleskiego. Pracował w trzech komisjach: gospodarczej, komunikacyjnej (której był sekretarzem) i społecznej.
We wrześniu 1939 roku został aresztowany przez NKWD w Brześciu albo w Rzeczycy koło Brześcia. Zaginął w niewyjaśnionych okolicznościach, najprawdopodobniej wywieziony w głąb ZSRR. Sądownie uznany za zmarłego 9 maja 1946 roku (zgodnie z przepisami – rok po zakończeniu wojny).

## Awanse
- kapitan (armii austriackiej) – przed 1915 rokiem
- major – ze starszeństwem z dniem 1 czerwca 1919 roku.

## Odznaczenia
- Złoty Krzyż Zasługi
- Medal Pamiątkowy za Wojnę 1918–1921[2].

## Życie rodzinne
Był synem Walentego i Zofii z domu Szwed. Ożenił się z Zofią Łobeńską, z którą mieli dwoje dzieci: Jerzego Szczęsnego (ur. w 1909 roku) i Marię zamężną Andrzejewską-Pacześniak.